# Марко Павич
Ма́рко Па́вич (хорв. Marko Pavić, нар. 18 червня 1979, Загреб, Хорватія) — хорватський політик, фізик і океанограф, послідовно міністр праці та пенсійної системи і міністр регіонального розвитку та фондів Європейського Союзу в уряді Андрея Пленковича. 

## Життєпис
Народився 18 червня 1979 року в Загребі. У 1997 році закінчив природничо-математичну гімназію, а 2004 року закінчив геофізичне відділення природничо-математичного факультету Загребського університету, де став інженером-фізиком за напрямом «метеорологія та океанографія».
2009 року на тому ж геофізичному відділенні закінчив магістратуру, співпрацюючи з Національним центром океанографії в Саутгемптоні, де був стипендіатом Чівнінг у 2005 році.
Станом на червень 2017, навчається на останньому курсі докторантури з охорони довкілля на природничо-математичному факультеті Осієцького університету, а також навчається в аспірантурі за напрямом «лідерство» на економічному факультеті Загребського університету.
22 грудня 2016 року обійняв посаду державного секретаря Міністерства праці та пенсійної системи. У червні 2017 року в ході реорганізації кабінету міністрів очолив назване міністерство. З 19 липня 2019 — міністр регіонального розвитку та фондів Європейського Союзу в уряді Хорватії. 2020 року обраний депутатом парламенту за списком ХДС. У липні того ж року склав повноваження міністра. 
Неодружений, член ХДС і Ради керуючих Хорватської служби зайнятості. 
Вільно володіє англійською мовою і пасивно — німецькою.